# Andrej Kiska
Andrej Kiska (ejtsd: kiszka, Poprád, 1963. február 2. –) Szlovákia 4. köztársasági elnöke, szlovák villamosmérnök, vállalkozó, politikus. Független jelöltként indult a 2014-es szlovákiai elnökválasztáson, ahol a szavazatok 59,39%-ával öt évre a Szlovák Köztársaság elnökévé választották.

## Élete
A Szlovák Műszaki Egyetemen (STU) elektrotechnikát tanult. 1990-ben az Amerikai Egyesült Államokba költözött, ahol benzinkútnál és építkezésen dolgozott. Két év múlva hazatért Szlovákiába. 1996-ban bátyjával közösen megalapította a PopradCredit Triangel céget, majd 1999-ben létrehozta a Quattro, 2000-ben a Tatracredit cégeket, melyek nem banki jellegű hitelezéssel foglalkoztak. Ezek a vállalkozások némileg magasabb kamatért olyan embereknek kínáltak fogyasztási, áruvásárlási – főleg háztartási gépek és szórakoztató elektronika vásárlására szolgáló – hiteleket és jelzáloghiteleket, akiket a bankok elutasítottak – jellemzően szegényeknek. Több más vállalkozása is volt. Kölcsönzéssel foglalkozó cégeit 2005-ben eladta a Všeobecná úverová banka (VÚB) banknak, de a hasonló profilú csehországi TGI Money vállalatban résztulajdonos maradt.
2006-ban másokkal együtt létrehozta a Jó Angyal (szlovákul Dobrý anjel) nevű nonprofit karitatív szervezetet, mely szegény családok beteg (például rákos) gyermekeinek drága gyógykezelését finanszírozza. A szervezet, melynek elnöke, 2014-ig kb. 140.000 embernek segített.
2006-ban megkapta az „év menedzsere” díjat, 2011-ben filantrópként a Crystal Wing-díjban részesült.
2012-ben döntötte el, hogy indul a következő államfőválasztáson. 2013-ban politikai ambíciói miatt minden tisztségéről lemondott. A 2014-es szlovákiai elnökválasztás első fordulójában független jelöltként 24%-kal második helyen végzett, és bejutott a második fordulóba. Itt ellenfele Robert Fico hivatalban lévő szlovákiai miniszterelnök volt. Fico a kampányban azzal vádolta, hogy „uzsorás” és kapcsolatban áll a Szcientológia Egyház (amely Szlovákiában nem számít bejegyzett egyháznak) tagjaival. Kiska visszautasította a vádakat, a szcientológusok pedig cáfolták Fico állításait.
A választások második fordulójában jelentős fölénnyel Szlovákia új elnökévé választották: a szavazatok 59,39%-át szerezte meg.
2019-ig volt Szlovákia elnöke.
2020 márciusában lemondott parlamenti mandátumáról.
2020. június 26-án bejelentette, hogy nem indul pártja elnökségi tisztségéért augusztusban.
2020. június 28-án Facebook-oldalán bejelentette politikai életből való visszavonulását egészségügyi okokra hivatkozva

## Politikai nézetei
Kampányában elsősorban az erős gazdaság mellett állt ki. Támogatta, hogy a házasság csak egy férfi és egy nő kapcsolatát szentesíthesse. Államfőként elismerné Koszovó függetlenségét. Nem beszélt a szlovákiai magyarokról, sem kisebbségpolitikai elképzeléseiről.

## Családja
Felesége: Martina Kisková. Négy gyermekük van: Andrej, Natália, Veronika és Viktor.